# Гай Юлий Орловский
Гай Юлий Орловский — псевдоним писателя-фантаста Юрия Никитина. О том, что Гай Юлий Орловский — это он, Никитин объявил 29 марта 2014 года при вручении ему приза фестиваля «Роскон» «Фантаст года».
Под данным псевдонимом с 2001 года в России издается серия романов в жанре фэнтези о Ричарде Длинные Руки, а с 2015 года издаётся ещё и фентезийный цикл романов «Юджин — повелитель времени».

## Личность
Вокруг Г. Ю. Орловского поддерживался ореол тайны, его настоящее имя, внешность и другие, кроме «Ричарда…», работы держались в строгом секрете. Орловский не появлялся на фестивалях фантастики и общался с читателями только посредством сайта. Тем не менее, многие поклонники и критики выдвигали версию, что за псевдонимом скрывается известный писатель Юрий Никитин. Причины тому были следующие:
- У Никитина есть рассказ «Псевдоним» (1998), в котором главного героя зовут именно Гай Юлий Орловский.
- Употребление неологизмов, придуманных Никитиным, таких как «жвачник», «баймы» и т. п.; одинаковые грамматические ошибки (например, «вовнутрь»).
- В романе «Ричард Длинные Руки — гранд» цитируется идея из рассказа Никитина «По законам природы» (Женщины живут значительно дольше мужчин, если не гибнут в войнах).
- В романе «Ричард Длинные Руки — курфюрст» ошибочно вместо Армландии упомянута Артания (страна из романов Никитина). В романе Никитина «Возвращение Томаса» ошибочно вместо Томаса упомянут сэр Ричард (главный герой романов Орловского). Такие взаимные ошибки у двух разных писателей маловероятны.
- В романе «Ричард де Амальфи» и мемуарах Юрия Никитина «Мне — 65» Амальфи и Журавлёвку окружают деревни с одними и теми же названиями. Первое издание «Ричард де Амальфи» подписано в печать 25.06.2004, а первое издание «Мне — 65» подписано в печать 27.07.2004, оба вышли летом того же года.

Выдвигались и другие гипотезы. В пользу того, что под псевдонимом скрывается не Никитин, приводили такие аргументы.
- Если автор пытается сохранить анонимность, то ему незачем давать очевидные намёки на свою личность. Не исключено, что таким образом автор решил пустить по ложному следу.
- Юрий Никитин пишет именно в жанре фэнтези, ему нет смысла скрывать своё авторство.

29 марта 2014 года Гай Юлий Орловский явился в закрытом рыцарском шлеме на Фестиваль РОСКОН. При вручении диплома писатель снял шлем, под которым действительно оказался Юрий Никитин.

## Награды
Премия «Фантаст года 2012», РосКон 